# Gerard Battersby
Gerard William Battersby (ur. 15 maja 1960 w Detroit, Michigan) – amerykański duchowny katolicki, w latach 2017–2024 biskup pomocniczy Detroit, biskup diecezjalny La Crosse od 2024.

## Życiorys
Święcenia kapłańskie otrzymał w dniu 30 maja 1998 i został inkardynowany do archidiecezji Detroit. Pracował głównie jako duszpasterz parafialny. Od 2007 był także pracownikiem archidiecezjalnego seminarium, odpowiadając za formację kleryków. W latach 2011–2016 był rektorem tego seminarium.
23 listopada 2016 papież Franciszek mianował go biskupem pomocniczym Detroit ze stolicą tytularną Eguga. Sakry udzielił mu 25 stycznia 2017 metropolita Detroit - arcybiskup Allen Vigneron.
19 marca 2024 został mianowany biskupem diecezji La Crosse.